# Самуїл Вулкан
Самуїл Вулкан (рум. Samuil Vulcan; 1 серпня 1758, Веза (нині частина м. Блаж) — 25 грудня 1839, Орадя) — румунський церковний діяч, греко-католицький єпископ Ораді в 1807—1839 роках.

## Життєпис
Народився 1 серпня 1758 року в селі Веза (нині частина м. Блаж). Вивчав богослов'я у Генеральній духовній греко-католицькій семінарії (Барбареум) у Відні. У 1784 році отримав священничі свячення. 1785 року поїхав на подальші студії до Львова, де став заступником ректора новозаснованої греко-католицької семінарії. У 1790 році став членом катедральної капітули в Ораді. 12 вересня 1806 року отримав номінацію на єпископа Ораді. Номінацію потвердив Папа Пій VII 23 березня 1807 року. Єпископські свячення отримав 7 червня 1807 року в катедральному храмі Святої Трійці в Блажі з рук єпископа Фогарашу Йоаана Боба.
Займався відновленням катедри в Ораді (1836—1839).
Заснував гімназію в м. Беюш (Colegiul Național «Samuil Vulcan»), другу після Блажу румунську греко-католицьку школу.
Помер 25 грудня 1839 року в Ораді, похований в Орадській катедрі.